# Jupiter Icy Moons Explorer
O Jupiter Icy Moons Explorer (JUICE; em português: Explorador das Luas Geladas de Júpiter) é uma espaçonave interplanetária lançada pela Agência Espacial Europeia (ESA) com a Airbus Defence and Space como principal fabricante. A missão vai explorar três das luas galileanas de Júpiter: Ganimedes, Calisto, e Europa (excluindo o mais vulcanicamente ativo Io, todos os quais com corpos significantes de água líquida abaixo de suas superfícies, o que os torna ambientes potencialmente habitáveis.
O lançamento da espaçonave ocorreu as 12h14 UTC do dia 14 de abril de 2023 e deverá chegar em Júpiter em julho de 2031 após cinco assistências gravitacionais e 88 meses de viagem. Por volta de dezembro de 2034, a espaçonave vai entrar na órbita de Ganimedes para realizar sua missão científica, sendo a primeira a orbitar um satélite que não a Lua. A seleção dessa missão para a plataforma de lançamento L1 do programa Cosmic Vision da ESA foi anunciada em 2 de maio de 2012. Seu período de operações irá se sobrepor com o da missão Europa Clipper da NASA, que será lançada em 2024.

## História

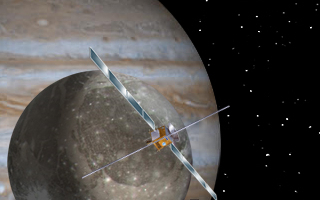
Uma arte conceitual para o Jupiter Ganymede Orbiter, um componente da proposta Europa Jupiter System Mission da ESA.

A missão começou com a reformulação da proposta Jupiter Ganymede Orbiter, que deveria ser o componente da ESA da cancelada Europa Jupiter System Mission (EJSM). Ela se tornou um candidato para a primeira missão classe L (L1) do programa Cosmic Vision da ESA, e sua seleção foi anunciada em 2 de maio de 2012.
Em abril de 2012, a JUICE foi recomendada sobre o proposto telescópio de raios-X ATHENA e o observatório de ondas gravitacionais (Evolved Laser Interferometer Space Antenna (NGO)). Em julho de 2015, a Airbus Defence and Space foi selecionada como fabricante principal para projetar e construir a sonda, para ser montada em Toulouse, França.

## Linha do tempo

### Lançamento e trajetória
O Jupiter Icy Moons Explorer ocorreu no dia 14 de abril de 2023 em um foguete Ariane 5. Após o lançamento, é planejado um primeiro sobrevoo pela Terra em agosto de 2024, Vênus em agosto de 2025, segundo sobrevoo pela Terra em setembro de 2026 e um terceiro sobrevoo final pela Terra em setembro de 2027, para pôr o JUICE em trajetória para Júpiter.

### Chegada ao sistema joviano
Em julho de 2031, quando a espaçonave chegar no sistema joviano, ela irá realizar primeiramente um sobrevoo de Ganimedes em preparação para a inserção orbital aproximadamente 7,5 horas depois. A primeira órbita será alongada, com a primeira aproximação de Júpiter ocorrendo em maio de 2030. Depois disso, as órbitas serão gradualmente mais próximas de Júpiter, resultando em uma órbita circular.
O primeiro sobrevoo de Europa vai ter lugar em outubro de 2030. O JUICE entrará em uma órbita de alta inclinação para permitir a exploração das regiões polares de Júpiter. Ele estudará a magnetosfera de Júpiter. Então, um sobrevoo de Calisto em abril de 2031 colocará o JUICE em uma órbita equatorial normal. Além disso, um trânsito de Europa e Io ocorrerá em 27 de janeiro de 2032.

### Inserção orbital em Ganimedes
Em setembro de 2032, o JUICE entrará em uma órbita elíptica ao redor de Ganimedes, tornando-se a primeira espaçonave a orbitar um satélite que não é a lua da Terra. A primeira órbita estará a uma distância de 5000 km. Em fevereiro de 2033, o JUICE entrará em uma órbita circular 500 km acima da superfície de Ganimedes. Ele estudará a composição de Ganimedes, sua magnetosfera, entre outras coisas.

### Queda em Ganimedes
Quando a espaçonave consumir seu propelente, ela está planejada para cair em Ganimedes em fevereiro de 2034.

## Objetivos científicos

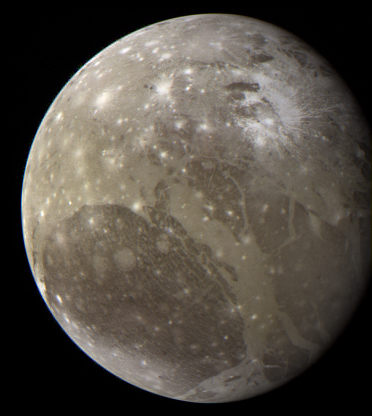
Ganimedes vista pelo Galileo

O orbitador Jupiter Icy Moons Explorer irá realizar investigações detalhadas em Ganimedes e avaliar o seu potencial para suportar vida. Investigações de Europa e Calisto irão completar uma imagem comparativa dessas luas galileanas. As três luas pensadas de abrigar oceanos de água líquida internos e, portanto, são fundamentais para a compreensão da habitabilidade dos mundos gelados.
 
Os principais objetivos científicos para Ganimedes, e em menor medida para Calisto, são:
- Caracterização das camadas do oceano e detecção de possíveis reservatórios de água subterrâneos.
- Mapeamento topográfico, geológico e composicional da superfície.
- Estudo das propriedades físicas das crostas geladas.
- Caracterização da distribuição de massa interna, dinâmica e evolução dos interiores.
- Investigação da atmosfera tênue de Ganimedes.
- Estudo do campo magnético intrínseco de Ganimedes e suas interações com a magnetosfera de Júpiter.

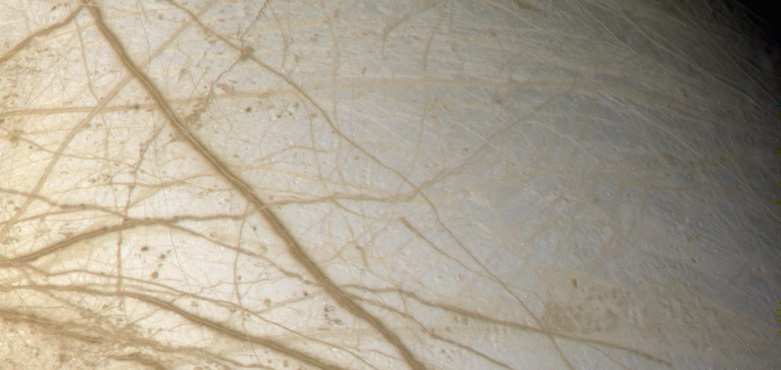
Seção da superfície gelada de Europa

Para Europa, o foco está na química essencial para a vida, incluindo as moléculas orgânicas, e na compreensão da formação das características da superfície e da composição do material que não é água. Além disso, o JUICE fornecerá a primeira sondagem subterrânea desse satélite, incluindo a primeira determinação da espessura mínima da crosta gelada sobre as regiões ativas mais recentemente. Observações mais distantes também serão realizadas para vários satélites irregulares menores e a lua vulcanicamente ativa Io.

## Espaçonave

### Projeto
O projeto principal da espaçonave está relacionado com a grande distância do Sol, o uso de energia solar e o ambiente de radiação hostil de Júpiter. As inserções orbitais em Júpiter e Ganimedes e o grande número de manobras de sobrevoo (mais que 25 assistências gravitacionais e dois sobrevoos de Europa) requer que a espaçonave carregue cerca de 3000 kg de propelente químico.
As assistências gravitacionais incluem:
- Transferência interplanetária (Terra, Vênus, Terra, Marte, Terra)
- Inseção orbital em Júpiter e redução do apside com múltiplas assistências gravitacionais de Ganimedes
- Redução de velocidade com assistências Ganimedes–Calisto
- Aumento de inclinação com 10–12 assistências gravitacionais de Calisto

## Instrumentos científicos
Em 21 de fevereiro de 2013, após uma competição, foram selecionados pela ESA onze instrumentos científicos, que estão sendo desenvolvidos por equipes científicas e de engenharia de toda a Europa, com participação dos Estados Unidos. O Japão também vai contribuir com vários componentes dos instrumentos SWI, RPWI, GALA, PEP, JANUS e J-MAG e facilitar a testagem.

### Jovis, Amorum ac Natorum Undique Scrutator (JANUS)
Um sistema de câmeras para fazer imagens de Ganimedes e partes interessantes da superfície de Calisto a uma resolução melhor que 400 m/pixel (resolução limitada pelo volume de dados da missão). Alvos selecionados serão investigados em alta resolução com resolução especial de 25 m/pixel até 2,4 m/pixel com 1,3° de campo de visão. O sistema de câmeras tem 13 filtros pancromáticos, de banda larga e estreita na faixa de 0,36 µm a 1,1 µm, e fornece recursos de imagem estéreo. JANUS também permitirá relacionar medições espectrais de laser e radar à geomorfologia e, assim, fornecerá o contexto geológico geral.
- Principal pesquisador: P. Palumbo, Parthenope University of Naples, Itália.
- Copesquisador: J. Haruyama, JAXA, Japão.
- Principal agência de financiamento: Agência Espacial Italiana, Itália.

### Moons And Jupiter Imaging Spectrometer (MAJIS)
Espectroscopia de imagem visível e infravermelha operando de 500 nm a 5,50 µm, com resolução espectral de 3–7 nm, que vai observar características de nuvem troposférica e espécies de gases menores em Júpiter e investigará a composição de gelos e minerais nas superfícies das luas geladas. A resolução espacial será de 75 m em Ganimedes e 100 km em Júpiter.
- Principal pesquisador: Y. Langevin, Institut d'Astrophysique Spatiale, França.
- Principal agência de financiamento: CNES, França.

### UV imaging Spectrograph (UVS)
Espectroscopia de imagem operando na faixa de 55–210 nm de comprimento de onda com resolução espectral de <0,6 nm que vai caracterizar as exosferas e auroras das luas geladas. Resolução de 500 m observando Ganimedes e 250 km observando Júpiter.
- Principal pesquisador: R. Gladstone, Southwest Research Institute, Estados Unidos.
- Principal agência de financiamento: NASA, Estados Unidos.

### Sub-millimeter Wave Instrument (SWI)
Um espectrômetro usando uma antena de 30 cm operando em 1080–1275 GHz e 530–601 GHz com poder de resolução espectral de aproximadamente 107 que estudará a estratosfera e troposfera de Júpiter, e as exosferas e superfícies das luas geladas.
- Principal pesquisador: P. Hartogh, Instituto Max Planck para Pesquisa do Sistema Solar, Alemanha.
- Copesquisador: Y. Kasai NICT, Japão.
- Principal agência de financiamento: Centro Aeroespacial Alemão, Alemanha.

### GAnymede Laser Altimeter (GALA)
Um LIDAR com tamanho de ponto de 20 m e resolução vertical de 10 cm a 200 km destinado ao estudo da topografia de luas geladas e deformações de maré de Ganimedes.
- Principal pesquisador: H. Hussmann, Centro Aeroespacial Alemão, Institute for Planetary Research, Alemanha.
- Copesquisador: K. Enya, JAXA, Japão.
- Principal agência de financiamento: Centro Aeroespacial Alemão, Alemanha.

### Radar for Icy Moons Exploration (RIME)
Radioglaciologia operando na frequência de 9 MHz (largura de banda de 1 a 3 MHz) emitida por uma antena de 16 m; será usado para estudar a estrutura da subsuperfície das luas de Júpiter em uma profundidade de 9 km com resolução vertical de 30 m no gelo.
- Principal pesquisador: L. Bruzzone, Universidade de Trento, Itália.
- Principal agência de financiamento Agência Espacial Italiana, Itália.

### JUICE-MAGnetometer (J-MAG)
Estudará os oceanos subsuperficiais das luas geladas e a interação do campo magnético de Júpiter com o de Ganimedes usando um magnetômetro sensível.
- Principal pesquisador: Michele Dougherty, Imperial College London, Reino Unido.
- Copesquisador: A. Matsuoka, Universidade de Quioto, Japão.
- Principal agência de financiamento: UKSA, Reino Unido.

### Particle Environment Package (PEP)
Um conjunto de seis sensores para estudar a magnetosfera de Júpiter e suas interações com as luas do planeta. PEP medirá íons positivos e negativos, elétrons, gás neutro exosférico, plasma térmico e átomos energeticamente neutros presentes em todos os domínios do sistema de Júpiter de 1 meV a 1 MeV de energia.
- Principal pesquisador: S. Barabash, Swedish Institute of Space Physics, Suécia.
- Copesquisadores: P. Wurz, Universidade de Berna, Suíça; P. Brandt, JPL, Estados Unidos.
- Principal agência de financiamento: Agência Espacial Sueca, Suécia.

### Radio and Plasma Wave Investigation (RPWI)
Caracterizará o ambiente do plasma e emissões de rádio em torno da espaçonave, sendo composto de quatro experimentos: GANDALF, MIME, FRODO e JENRAGE. RPWI usará quatro sondas de Langmuir, cada uma sensível até 1,6 MHz para caracterizar plasma e receptores na faixa de frequência de 80 kHz a 45 MHz para medir emissões de rádio.
- Principal pesquisador: J.-E. Wahlund, Swedish Institute of Space Physics, Suécia.
- Copesquisador: Y. Kasaba Universidade de Tohoku, Japão.
- Principal agência de financiamento: Agência Espacial Sueca, Suécia.

### Gravity and Geophysics of Jupiter and Galilean Moons (3GM)
3GM é um pacote científico de rádio que compreende um transponder Ka e um oscilador harmônico ultraestável. Será usado para estudar o campo gravitacional - até o grau 10 - em Ganimedes e a extensão dos oceanos internos nas luas geladas, e para investigar a estrutura das atmosferas neutras e ionosferas de Júpiter (0,1 - 800 mbar) e suas luas.
- Principal pesquisador: L. Iess, Universidade de Roma "La Sapienza", Itália
- Principal agência de financiamento Agência Espacial Italiana, Itália.

### Planetary Radio Interferometer and Doppler Experiment (PRIDE)
O experimento irá gerar sinais específicos transmitidos pela antena da JUICE e recebidos por Interferometria de Longa Linha de Base para realizar medições precisas dos campos gravitacionais de Júpiter e suas luas geladas.
- Principal pesquisador:  L. Gurvits, Joint Institute for VLBI in Europe, Países Baixos.
- Principal agência de financiamento: NWO and NSO, Países Baixos.